# Commission royale d'histoire
La Commission royale d'Histoire ou Koninklijke Commissie voor Geschiedenis (en néerlandais) est la commission nationale d'histoire de Belgique. Son siège est établi dans le Palais des Académies sis au n° 1 de la rue Ducale à Bruxelles. 

## Historique
La Commission royale d'Histoire est fondée par arrêté royal du 22 juillet 1834 à l'initiative de Charles Rogier sous le nom de Commission instituée à l'effet de rechercher et de mettre au jour les chroniques belges inédites. La dénomination abrégée, « Commission royale d'Histoire », a prévalu dans la suite.  
Comme le rappelle son règlement organique du 1er avril 1976, elle « a pour mission de rechercher, de répertorier, d'éditer ou d'analyser les sources écrites intéressant l'histoire de la Belgique, de publier des études critiques concernant ces sources et de mettre des instruments de travail à la disposition des historiens ».
Les membres se recrutent par cooptation. Leur nomination reste soumise à l'approbation du Roi.
Depuis 1845, la Commission publie un Bulletin  et des éditions de sources sous forme de livres, ventilées dans les différentes séries qui reflètent sa politique d'édition.

## Membres notoires
- Maurice-Aurélien Arnould
- Sylvain Balau
- Ursmer Berlière
- Paul Bonenfant
- Adolphe Borgnet
- Jean-Henri Bormans
- Stanislas Bormans
- Jean Bovesse
- Jan Buntinx
- Alfred Cauchie
- Pierre Cockshaw
- Jan Craeybeckx
- Joseph Cuvelier
- Camille de Borman
- Étienne de Gerlache
- Édouard de Moreau
- Pierre de Ram
- Frédéric de Reiffenberg
- Alfred De Ridder
- Reginald De Schryver
- Joseph-Jean De Smet
- Jean de Sturler
- Guillaume Des Marez
- Léopold Devillers
- Louis Dewez
- Barthélémy du Mortier
- Sébastien Dubois
- Émile Fairon
- Paul Fredericq
- Louis-Prosper Gachard
- Pierre Génard
- Louis Gilliodts-Van Severen
- André Goosse
- Henri Haag
- Léon-Ernest Halkin
- Georges Hansotte
- Jean-Jacques Hoebanx
- Marcel Hoebeke
- Eugène Hubert
- Michel Huisman
- Omer Jodogne
- André Joris
- Joseph Kervyn de Lettenhove
- Godefroid Kurth
- Louis Mathot
- Charles Piot
- Henri Pirenne
- Édouard Poncelet
- Edmond Poullet
- Floris Prims
- Edmond Reusens
- Félix Rousseau
- Egied-Idesbald Strubbe
- Charles Terlinden
- Camille Tihon
- Raoul Van Caenegem
- Léon van der Essen
- Hubert Van Houtte
- Adolphe Van Loey
- Hans Van Werveke
- Herman Vander Linden
- Léon Vanderkindere
- Jules Vannérus
- Fernand Vercauteren
- Adriaan Verhulst
- Léopold Auguste Warnkoenig
- Alphonse Wauters
- Jan Frans Willems
- Carlos Wyffels

### Présidents
- 1834-1871 : Etienne de Gerlache
- 1871-1891 : Joseph Kervyn de Lettenhove
- 1891-1912 : Stanislas Bormans
- 1913-1922 : Napoléon de Pauw
- 1922-1932 : Ursmer Berlière
- 1933-1947 : Édouard Poncelet
- 1947-1972 : Charles Terlinden
- 1972-1980 : Félix Rousseau
- 1980-1984 : Adriaan Verhulst
- 1984-1986 : Maurice-Aurélien Arnould
- 1987-1989 : Jan Buntinx
- 1990-1993 : Jean-Jacques Hoebanx
- 1993-1996 : Jan Craeybeckx
- 1996-1999 : André Goosse
- 1999-2002 : Raoul Van Caenegem
- 2002-2004 : Jean-Louis Kupper
- 2005-2007 : Ludo Milis
- 2008-2010 : Jean-Marie Duvosquel
- 2011-2013 : Gustaaf Janssens
- 2014-2016 : Claude Bruneel
- 2016-2018 : Thérèse De Hemptinne
- 2019-2021 : Claude de Moreau de Gerbehaye
- 2022-2024 : Karel Velle